# 南京有轨电车
南京有轨电车是中华人民共和国江苏省南京市的有轨电车系统。截至2025年5月，已建成两条线路，分别为河西有轨电车、麒麟有轨电车。规划中有江心洲有轨电车和南部新城有轨电车以及建邺高新区有轨电车，河西有轨电车已于2014年8月1日开通，麒麟有轨电车于2017年10月31日上午10時开通。

## 线路
南京有轨电车共包含河西有轨电车、麒麟有轨电车、江心洲有轨电车和南部新城有轨电车4条线路，其中河西有轨电车、麒麟有轨电车正在运营，江心洲有轨电车、南部新城有轨电车、建邺高新区有轨电车规划中。
目前已开通的线路由南京公共交通（集团）有限公司旗下的南京新城现代有轨电车有限公司运营。

### 河西有轨电车

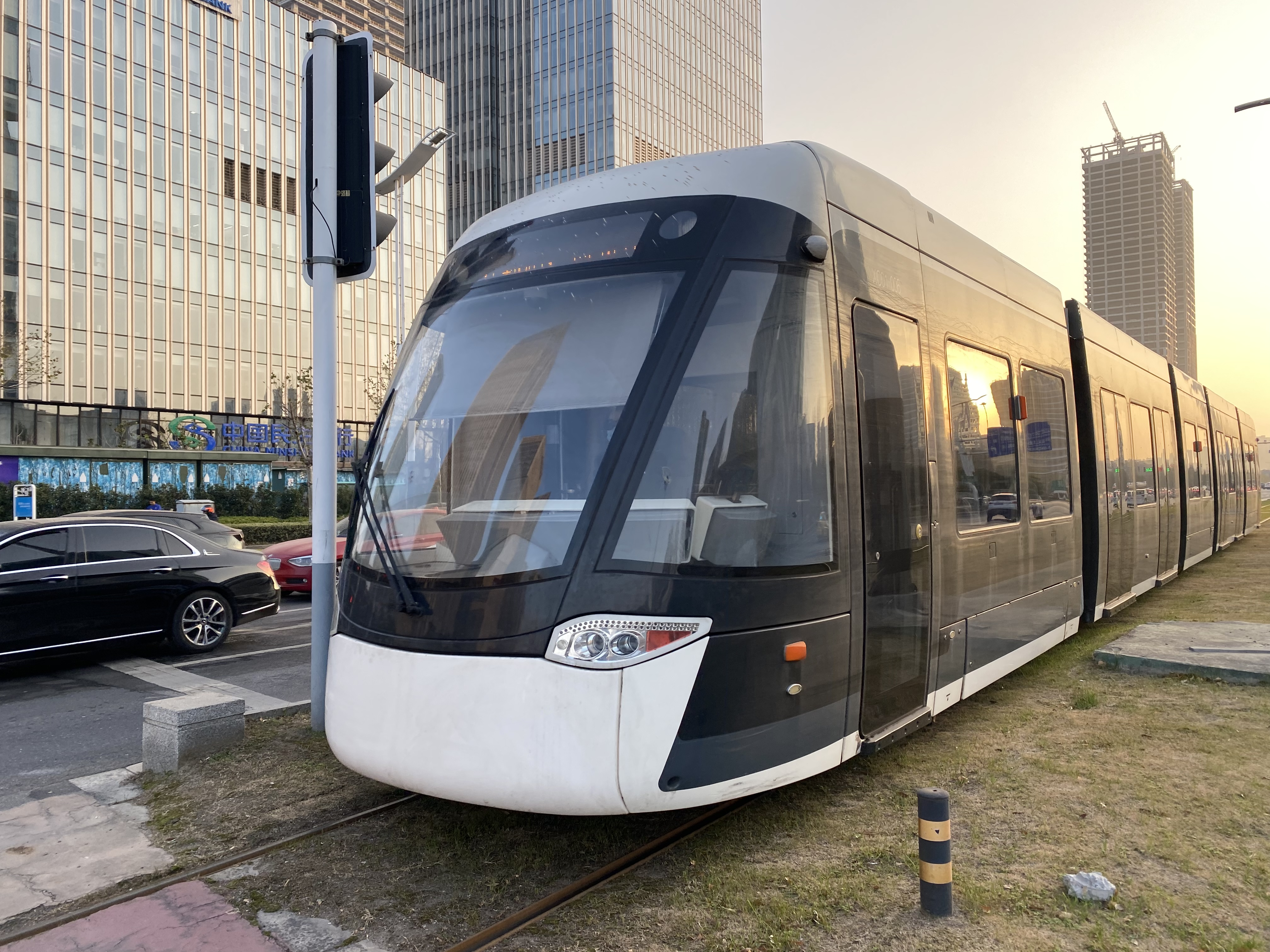
河西有轨电车

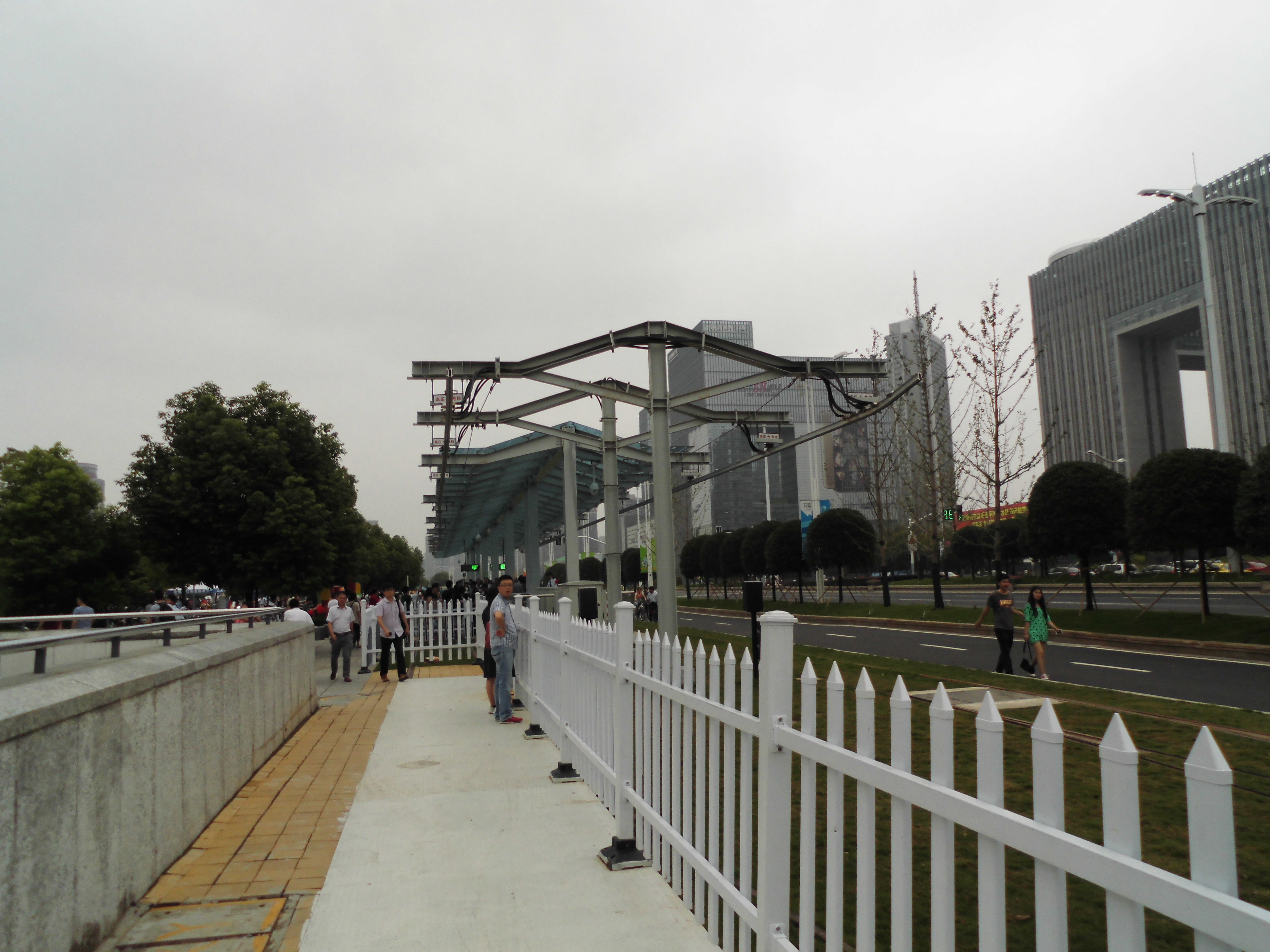
河西有轨电车奥体中心东门站

河西有轨电车起点位于南京地铁2号线奥体东站，终点位于河西南部鱼嘴地区，全长7.76公里。车站有13座，分别是奥体中心东门站、富春江西街站、元通站、博览中心东门站、江山大街站、友谊桥站、平良大街站、吴侯街站、龙王大街站、天保街站、保双街站、保双街东站、鱼嘴站。在奥体中心东门站、元通站与南京地铁2号线换乘，在平良大街站、吴侯街站与南京地铁S3号线换乘。
河西有轨电车采用列车上闸机刷卡或投币，票价和现行空调公交一致，为2元，并适用换乘优惠。
2021年5月，因南京地铁2号线西延工程建设需要，河西有轨电车线运营在5月6日末班车后临时停运，预计为期4个月。5月7日首班车起，临时开通公交接驳线分担有轨电车客流。10月之后，有轨电车线局部恢复运营，但保双街东站和秦新路两站暂未恢复。
2024年5月，经过重新复线改造，传出河西有轨电车保双街东站及鱼嘴站恢复运营消息，且恢复时原秦新路站更名为鱼嘴站。同年9月15日河西有轨电车保双街东站及鱼嘴站正式恢复运营。
| #                           | 站名         | 图片 | 地铁 换乘站      | 车站 形式 | 站台 形式 | 备注                                                   |
| --------------------------- | ------------ | ---- | ---------------- | --------- | --------- | ------------------------------------------------------ |
| 河西有轨电车1号线（已开通） |              |      |                  |           |           |                                                        |
| 1                           | 鱼嘴         |      | █ 2号线          | 地面一层  | 侧式      | 本站位于规划道路秦新路北侧。                           |
| 2                           | 保双街东     |      |                  | 地面一层  | 侧式      | 本站位于庐山路与高庙路之间的保双街西侧。               |
| 3                           | 保双街       |      |                  | 地面一层  | 岛式      | 本站位于江东南路与保双街十字路口。                     |
| 4                           | 天保街       |      |                  | 地面一层  | 岛式      | 本站位于江东南路与天保街十字路口。                     |
| 5                           | 龙王大街     |      |                  | 地面一层  | 岛式      | 本站位于江东南路与龙王大街十字路口。                   |
| 6                           | 吴侯街       |      | █ S3号线         | 地面一层  | 岛式      | 本站位于江东南路与吴侯街十字路口。                     |
| 7                           | 平良大街     |      | █ S3号线         | 地面一层  | 岛式      | 本站位于江东南路与平良大街十字路口。                   |
| 8                           | 友谊街       |      |                  | 地面一层  | 岛式      | 本站位于江东南路与友谊街十字路口，可到达河西儿童医院。 |
| 9                           | 江山大街     |      |                  | 地面一层  | 岛式      | 本站位于江东中路与江山大街十字路口。                   |
| 10                          | 博览中心东门 |      |                  | 地面一层  | 岛式      | 本站位于江东中路与嘉陵江东街丁字路口。                 |
| 11                          | 元通         |      | █ 2号线 █ 10号线 | 地面一层  | 岛式      | 本站位于江东中路与河西大街十字路口。                   |
| 12                          | 富春江西街   |      |                  | 地面一层  | 岛式      | 本站位于江东中路与富春江西街十字路口路西侧。           |
| 13                          | 奥体中心东门 |      | █ 2号线奥体东    | 地面一层  | 岛式      | 本站位于奥体中心东门。                                 |
| 河西有轨电车2号线（规划中） |              |      |                  |           |           |                                                        |

### 麒麟有轨电车

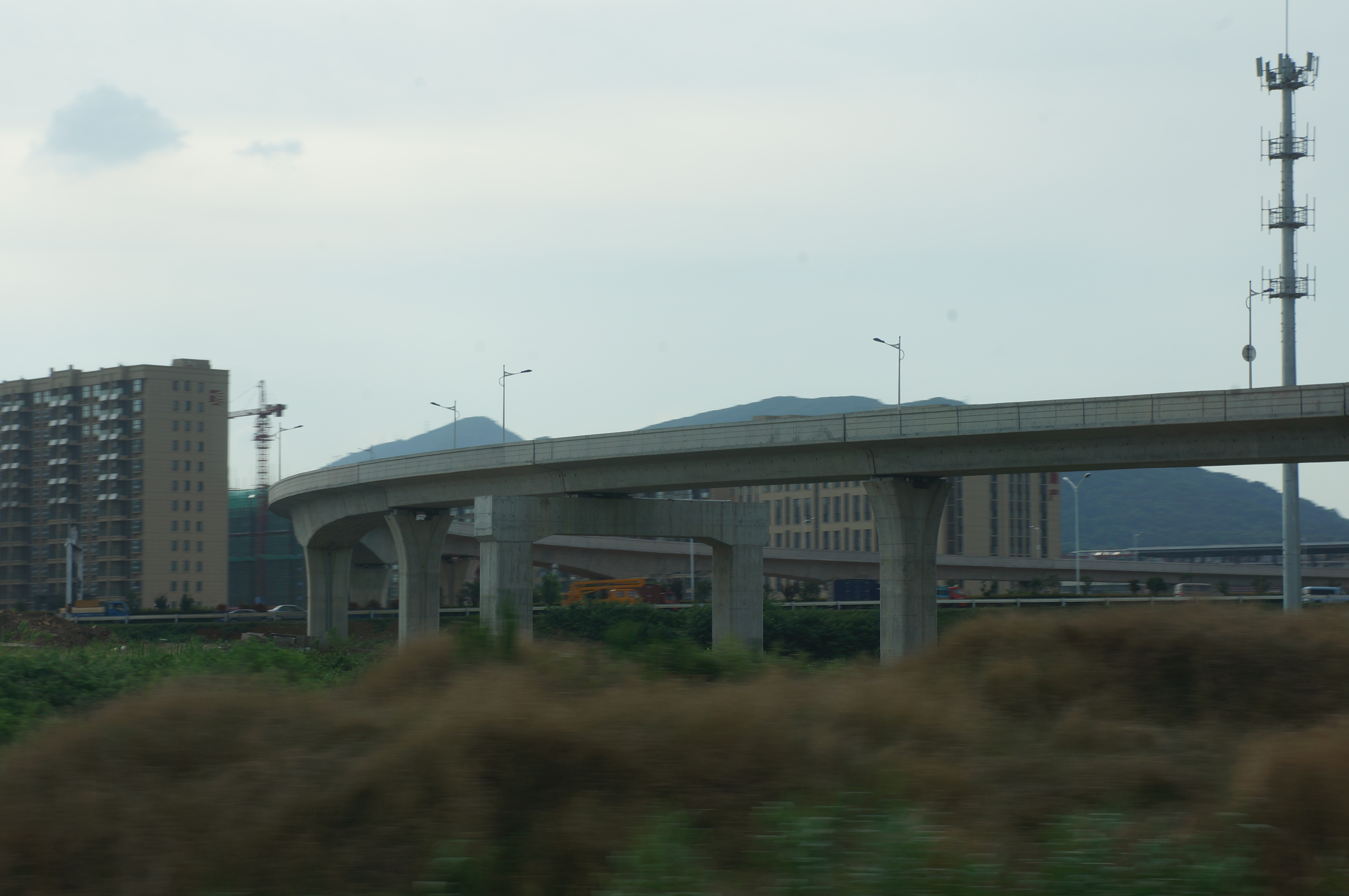
麒麟有轨电车马群附近的高架路轨

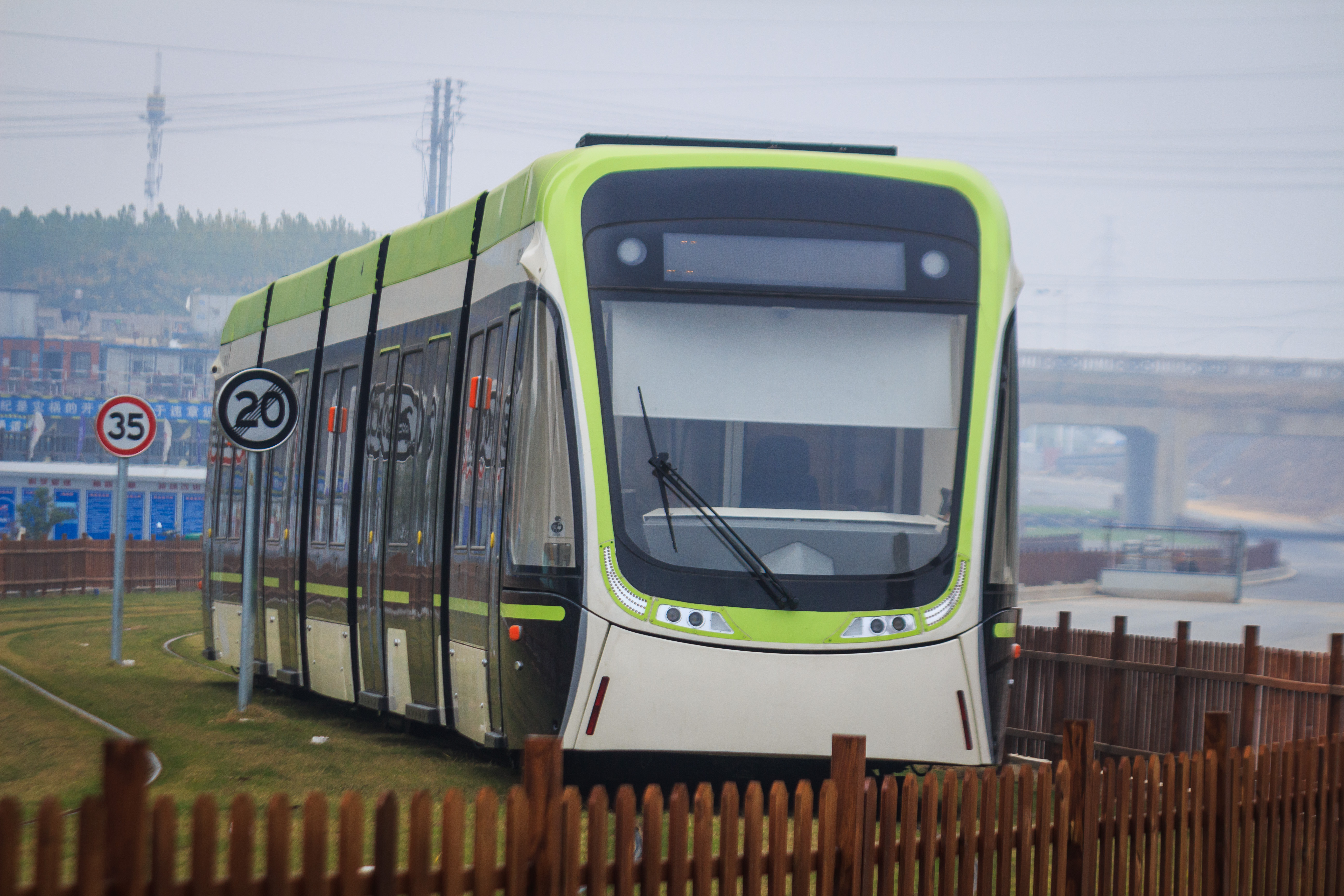
南京麒麟有轨电车驶向马群方向

起点位于南京地铁2号线马群站，终点位于王五庄，全长9.1公里。设马群站、百水桥路站、马高路站、北湾营街站、天泉路站、南湾营街站、天兴路站、启迪大街站、麒麟生态公园站、光华路站、水街坊站、智汇路站、石杨路站共13座车站。麒麟有轨电车建设中有长时间的停工现象。2017年10月31日上午10时，麒麟有轨电车正式通车。
| #                           | 站名         | 图片 | 地铁换乘站            | 车站形式 | 站台形式         | 备注                                                             |
| --------------------------- | ------------ | ---- | --------------------- | -------- | ---------------- | ---------------------------------------------------------------- |
| 麒麟有轨电车1号线（已开通） |              |      |                       |          |                  |                                                                  |
| 1                           | 石杨路       |      | 王武庄 █ 10号线 规划  | 地面一层 | 岛式             | 本站位于位于江宁区运粮河东路与石杨路交叉口西北角，靠近石杨路。   |
| 2                           | 智汇路       |      |                       | 地面一层 | 岛式             | 本站位于江宁区运粮河东路与智汇路交叉口西北角。                   |
| 3                           | 水街坊       |      |                       | 地面一层 | 岛式             | 本站位于江宁区运粮河东路西侧，富力城商业住宅区第一街区正门对面。 |
| 4                           | 光华路       |      |                       | 地面一层 | 岛式             | 本站位于江宁区运粮河东路与光华路交叉口西北角。                   |
| 5                           | 麒麟生态公园 |      |                       | 地面一层 | 岛式             | 本站位于江宁区运粮河东路西侧、麒麟生态公园区域内。               |
| 6                           | 启迪大街     |      |                       | 地面一层 | 岛式             | 本站位于江宁区运粮河东路与启迪大街交叉口西北角。                 |
| 7                           | 天兴路       |      |                       | 地面一层 | 岛式             | 本站位于江宁区运粮河东路与天兴路交叉口西北角。                   |
| 8                           | 南湾营街     |      |                       | 地面一层 | 岛式             | 本站位于江宁区运粮河东路与南湾营街交叉口西北角。                 |
| 9                           | 天泉路       |      |                       | 地面一层 | 岛式             | 本站位于江宁区运粮河东路与天泉路交叉口西北角。                   |
| 10                          | 北湾营街     |      |                       | 地面一层 | 岛式             | 本站位于江宁区运粮河东路与北湾营街交叉口西南角。                 |
| 11                          | 马高路       |      |                       | 地面一层 | 上下行错位右侧式 | 本站位于栖霞区北湾营街与马高路交叉口。                           |
| 12                          | 百水桥路     |      |                       | 地面一层 | 岛式             | 本站位于栖霞区北湾营街西端与百水桥路“丁”字交叉口、百水桥路西侧。 |
| 13                          | 马群         |      | 马群 █ 2号线 █ S6号线 | 高架一层 | 侧式             | 本站位于建设中的马群换乘中心东侧。                               |

### 江心洲有轨电车
江心洲有轨电车由南至北贯穿整个江心洲，不和外界相连，共16站，合计9.2千米。原预计2016年内起建，至今仍未开工。

### 南部新城有轨电车
南部新城有轨电车利用现有大校场机场专用线进行改造，改造为一条集交通、游憩、生态、人文、休闲等为一体的功能复合型线路。
全长5.7公里，设9个站点，改造线路自营养学校起，沿既有线走行至大明路；沿夹岗一路、机场三路走行，穿规划油库公园后，沿机场七路、佳营南路，终于汇景和园，线路全长约 5.7 公里。9个站点的平均站间距为710米。
站点及换乘站如下：分别为营养学校站（可与南京地铁3、8两线换乘）、永乐路站、宜家站、大明路站（与南京地铁3号线换乘）、夹岗二路站、夹岗五路站（与南京地铁6号线换乘）、油库公园站、国际路站（与南京地铁5号线换乘）、佳营南路站。
整条线路将由单线改造为双线，设计时速50公里。全线采用交叉口混行，区间独立运行的路权形式。发车间隔初期12分钟，近期8分钟，远期5分钟。有轨电车的运行时间为6：00-21：00。

### 建邺高新区有轨电车
2020年，南京规划局发布南京建邺高新区控制性详细规划及城市设计整合，包括2条有轨电车。

### 溧水区低运量有轨公共交通
2020年12月2日，南京市规划和自然资源局溧水分局发布《溧水区永阳街道秋湖、东山、高塘、东庐-中山、十里牌村庄规划（2020—2035）》，包含一条26 km的有轨电车项目，起于珍珠南路与南环路交叉口，经南环路东延线、S246、秋湖大道至南京林业大学白马基地。2021年1月26日，溧水区交通运输局发布前期研究招标公告。

### 高淳区中运量有轨电车
2020年11月25日，南京市政府发布《南京市国民经济和社会发展第十四个五年规划和二〇三五年远景目标纲要》，其中包含10条中运量轨道交通。分别位于六合、禄口、溧水、高淳等片区。其中高淳中运量有轨电车经过地铁S9号线的高淳站，往南穿过老城区，随后从滨湖新城一路向东途径古柏经济开发区，至高淳高铁站。途中设9站，分别为：高淳站、镇兴路站、人民广场站、滨湖新城站、花山路站、花园大道站、开发区站、沧溪路站、高淳高铁站。

## 车辆
南京有轨电车采用中国中车南京浦镇车辆有限公司生产的低地板有轨电车车型。河西有轨电车车身为黑色，麒麟有轨电车为浅绿色（少部分增购车为红色）。